# 援越抗法
援越抗法是指1949年至1954年中华人民共和国政府支援越盟抗法独立战争的行为。

## 历史
1949年3月29日，鉴于中共在国共内战即将获胜，美国国务院政策设计司向杜鲁门提交一份报告（编号PPS51），指出美国必须转变不直接介入越法战争的立场，促使英法荷调整其在亚洲的殖民政策，配合美国建立“反共的亚洲人屏障”，以民族主义战胜“红色帝国主义”，“解决印支僵局的建设性方案，取决于法国是否愿意把主权让给当地政府”，把被法国帝国主义问题压抑住的越南人强烈的反华情绪释放出来，成为对抗赤色中国影响的一股力量。4月2日，英国外交大臣贝文照会美国国务卿艾奇逊：“如果能够建立一条从阿富汗到印度支那的共同战线……将逐渐影响中国的局势，而且有可能扭转那里的局面。”法国政府勉强接受了美国的建议。1949年6月，法国决定靠成立傀儡政权越南国，挑选了当时流亡在香港的保大来擔任国家元首。
1950年1月18日，中国第一个承认越南民主共和国，建立外交关系。1950年1月30日，胡志明秘密访问北京，刘少奇与之会谈表示愿意帮助越南的抗法斗争，并安排胡志明赴莫斯科会见在苏联访问的毛、周。1950年2月1日，鉴于中国人民解放军进抵中越国境，美国国务院东南亚问题联合工作小组提交的向印支提供军援的报告认为：东南亚处于“共产党人统治的危险中”，法国殖民军处于抵御“来自赤色中国的共产主义向南扩张”的第一线，“法国需要反共国家的援助”，美国对越南承担义务是“不可避免的”。2月，法国正式向美国提出了大规模经济和军事援助的要求。2月17日，毛、周与胡志明乘同一专列从莫斯科回北京，在会谈中毛同意对越提供军事援助，派遣军事顾问。3月4日回到北京后，中共领导层研究后正式决定援越。此前罗贵波作为中共驻越联络代表于3月份抵越，致电中共中央，认为应在中越边界打一仗，解决援越抗法物资运输问题，并转告越方要求尽快派出军事顾问。
1950年3月，中国组建援越军事顾问团，中共中央代表陈赓，军事顾问团团长韦国清，参谋长梅嘉生，政治部主任邓逸凡。1950年4月17日，中共中央军委命令：二野、三野、四野各抽调一个师的顾问班子参加赴越军事顾问团；由三野调集干部组成顾问团团部；由四野抽调一个军事学校的班子组成越军军事学校的顾问。4月26日，中共中央军委再次指示西北、西南、华东、中南军区和军委炮兵司令部，要求增调营以上干部13名，参加军事顾问团，准备担任越军高级指挥机关和部队的顾问或助理顾问。华东军区决定，南京的华东军政大学第三总队组成军事顾问团团部，总队队长梅嘉生曾任三野第二十三军副军长兼参谋长。邓逸凡曾任三野第二十一军政治部主任，长期与韦国清搭班子。军事顾问团办公室主任张英。炮兵顾问窦金波。越军当时的编制是：大团（师）、中团（团）、小团（营）、大队（连）。第304大团的顾问班子由二野派遣；第308大团的顾问班子由三野派遣；第312大团的顾问班子由四野派遣。军事顾问团共计营以上军事顾问59人，其中营职33人，团职17人，师职6人，军职2人，兵团职1人，连同其他工组人员共281人。
1950年4月24日，杜鲁门批准了美国国家安全委员会24号文件《美国对于印支的立场》，指出采取一切措施阻止共产党在东南亚的扩张，对于美国的安全利益是至关重要的。1950年4月和8月，柬埔寨抗战政府和老挝抗战政府先后成立，积极开展抗法武装斗争。
1950年5月7日开始，越盟的王承武第308大团开始分批渡过清水河，进入中国麻栗坡县，由解放军第十三军接待换装、休整。1950年6月27日，毛泽东、刘少奇、朱德在中南海颐年堂接见了援越军事顾问团师级以上干部。6月29日，已经回中国工作的原越盟第四联区司令员洪水向顾问团介绍了越南的风土人情。1950年7月下旬，除了二野派出的顾问人员随陈赓从云南入越，其余在南宁正式组建军事顾问团，对外称“华南工作团”。军事顾问团党委书记韦国清，副书记邓逸凡，党委委员梅嘉生、马西夫、李文一、邓清河。8月9日，在越南驻华大使黄文欢陪同下，军事顾问团越境进入高平省广渊地区越军边界战役前线指挥部。8月14日陈赓也抵达广渊前指。1950年9月16日，越南人民军发动边界战役，攻占东溪、七溪等边境城镇，至10月23日时共歼敌4,800人，收复了高平、谅山、太原、老街、和平等市镇，巩固并扩大了越北根据地，打通了中越边境交通线，掌握了北部战场主动权。中国开始抗美援朝后，1950年12月，法國和美國簽訂了《共同防禦協定》，法國获得了美國提供的大批武器裝備。1950年至1954年，美国向法国军援超过26亿美元。
1951年7月，朝鲜战争转入阵地对峙阶段。法国政府担心中国有可能把力量转移运用到越南，要求与美英展开直接军事合作。1951年秋，云南军区在蒙自县碧色寨以24门105毫米美式榴弹炮装备、组建、训练越军第34炮兵团，派出杜友方任该团军事顾问。该团隶属驻云南的越军“特科学校”（校长黎铁雄、政委陈子平）。1952年1月，美英法在华盛顿举行军事会谈，达成协议：一旦中国入侵印支，意味着三国同中国的战争，报复行动“不一定局限于遭侵略的地区”。1953年1月就职的艾森豪威尔，以“多米诺骨牌”形容印支对自由世界的战略重要性，断言“失去印支的可能后果对自由世界是无法估量的”。1953年1月26日起，越军第34炮兵团由中方配齐各型车辆、通信器材、武器，1667人于从蒙自出发经云南河口入境越南，秘密集结于安沛。1953年1月越南劳动党四中全会通过了准备在越南实行土地改革的决议。经中共中央批准，4月8日中国军事顾问团负责人罗贵波向越方提出《关于政治整军的初步建议》，建议参照解放军新式整军运动的经验，在越南部队中进行一次以土地政策教育和纯洁组织为中心的政治整军。1953年5月上寮战役结束，越南党中央和总军委采纳了政治整军的建议，决定用两个月的时间，先在“四联区”以北的各主力师和各个地方部队，以及总部机关进行政治整军。邓逸凡组织力量协助起草了政治整军的具体实施方案和教育材料。1953年7月、8月，越军开展政治整军。
1953年春，广西军区奉命在宾阳县为越军设立高射炮训练基地，由军委炮兵司令部高炮部部长贾建国负责，计划至1953年秋后为越军组建2个高射炮兵团共6个37毫米高射炮兵营。华北防空司令部某高炮团团长原野任越军高炮顾问。沈阳高射炮兵学校开始培训由黎文知带领的越军100多名营、连、排级军官。1953年6月底，韦国清、梅嘉生分别回国休假，中国军事顾问团由罗贵波总负责，教材编写和训练越军干部的紧张工作，由茹夫一主持。广西省委副书记乔晓光奉命入越，担任中国政治顾问团副团长。1953年夏，越南陆军学校（“云南特科学校”）顾问马达卫（原炮兵第三师参谋长）奉命入越，担任越军第351工炮师顾问。1953年秋沈阳高射炮学校训练部副部长兼战术系主任卢康民作为越军高射炮兵顾问，随该部入越。
1953年7月17日至20日，法军实施“燕子行动”，由越北空降兵司令吉尔斯准将指挥，3个伞兵营2001人在谅山实施伞降，仅遇到轻微抵抗，迅速占领了设在谅山的越军后方补给基地，炸毁了囤积的5000余吨弹药和军用物资。法军作战阵亡1人，失踪1人，而后的撤退行军中亡3人，伤21人。
1953年9月，鉴于斯大林去世后苏联新一代领导班子内部的不稳定，赫鲁晓夫推行“和平共处”外交政策，希望缓和两大阵营的冲突，提出召开日内瓦会议以和平方式解决朝鲜和印支问题。随后经历了平原战役、西北战役。
1954年2月，莫洛托夫在柏林召开的美英法苏四大国外长会议提议召开有中华人民共和国参加的五大国和会，专门解决亚洲问题。美国对此表示断然反对，无意与赤色中国发生外交接触。但英法倾向于通过和会解决远东问题。柏林四国外长会议结束时，最终达成4月26日在日内瓦召开有中华人民共和国参加的五大国和会讨论朝鲜和印支问题。杜勒斯公开声称，如果不能在战场上打败共军，日内瓦会议就不会有可接受的结果。
1954年3月，奠邊府戰役开始。当时在前线的中国军事顾问有：越军总参作战局军事顾问茹夫一、312师军事顾问组长董仁，316师军事顾问组长徐成功。3月底，美国邀请法国总参谋长伊利访问华盛顿，讨论美军直接干涉奠邊府戰役的方案。3月29日，美国国务卿杜勒斯在纽约新闻俱乐部公开发表《赤色亚洲的威胁》的演说，提出美英法澳新菲泰“联合行动”向法国殖民军提供海空军支援。紧跟美国的澳、新、菲、泰做出了积极回应，但英国不肯点头，生怕卷入另一场朝鲜战争；法国“心理上严重处于防御状态”，4月3日法国驻美大使明确告诉杜勒斯，法国政府把希望寄托于在日内瓦会议和谈上。4月11日杜勒斯与艾登会谈，杜勒斯称奠边府战役已到了关键阶段，美国三军参谋长提议美军介入印支战争；艾登表示欢迎在东南亚建立集体安全组织，但不相信纯军事行动可以挽救印支局势。4月22日美英法三国外长在巴黎讨论“联合行动”问题，法国外长皮杜尔提出动用美国在马尼拉准备好的60架B-29重轰炸机帮助法国实施“秃鹫行动计划”，杜勒斯表示赞同，艾登认为即使空中打击也无济于事，如果出现朝鲜战争那种规模的干涉，局势将不可收拾。“联合行动”因英国的反对而落空。在日内瓦会议进入讨论印支问题（5月8日）的前一天，奠边府陷落。5月8日，美国国家安全委员会决定不接受任何停火协定。6月12日法国拉尼埃内阁倒台，6月17日主和派孟戴斯-弗朗斯当选总理，宣称“四周内如不实现停战就辞职”。6月24日，英国首先丘吉尔、外相艾登飞赴美国劝说接受“分治”方案。7月13日，杜勒斯与艾登飞抵巴黎，与法国磋商。1954年7月21日，柬埔寨、北越、法国、老挝、中华人民共和国、南越、苏联、英国、美国九个国家的外交部长在日內瓦會議中达成協定，法國撤出越南，並承認越南、老挝、柬埔寨为獨立國家，以北纬17度作为北越（当时国号为“越南民主共和国”）与南越（当时国号为“越南国”）的分治线，在1956年7月前进行普选，根据普选结果合并南北越。

## 越南军事干部学校
越南军事干部学校（后称越南人民军陆军第一军官学校、陈兴道陆军大学），1950年10月迁入云南省宜良县汤池镇凤鸣村、木希村。对外称“中国人民解放军西南军区特科学校”。中方校长兼政委张兴华（第四十八军第143师师长），越方校长黎铁雄少将（越军首任炮兵司令），政委陈子平（1959年-1967年为越南驻中国大使）。顾问马达卫。1953年年初，校长黎铁雄奉调回国。中越双方各设教育部（训练部）、政治部、校务部和干部部。有军教300多人，翻译100多人，后勤100多人，培训规模2500人。1950年8月开学。学制六个月。下设五个教学大队：
- 一大队：设在宜良县阳宗海镇，培训师、团级指挥干部，学员300余人；
- 二大队：设在宜良县汤池镇，培训炮、工、通的营、连、排级干部，学员600多人；
- 三、四、五大队：设在宜良县凤鸣村，培训步兵营、连、排级干部，学员1500多人。

军校办了四期，培训了万余人。1953年10月，该校转移到广西桂林。云南原址组建中国人民解放军第三预备步兵学校，校长张兴华。1953年11月25日，上级决定将广西师范学院将军桥校舍与坐落于王城的中国人民解放军西南军区特科学校校舍对调。1956年4月，根据形势变化，“特科学校”停办，双方人员撤离。校址后为桂林步校。